# Ute Christensen
Ute Christensen, née le 21 décembre 1955 à Neubrandenburg (Allemagne), est une actrice allemande.

## Biographie
Ute Christensen fréquente la Hochshule für Musik und Theater Rostock (école de musique et de théâtre de Rostock) pendant trois ans et en 1974, elle obtient un engagement au Volkstheater de Rostock.
Fin des années 1980, elle participe à de nombreuses productions télévisées, notamment pour les séries policières Le Renard, Tatort, Un cas pour deux et Derrick . 
Ute Christensen compte également dans sa filmographie des séries françaises telles Billet doux de Michel Berny (1984) aux côtés notamment de Pierre Mondy, Le tiroir secret de Danièle Thompson (1986) aux côtés notamment de Michael Lonsdale et Michèle Morgan.

## Filmographie sélective
- 1980 : Derrick : Hanna (Hanna, liebe Hanna) : Magda Klein
- 1980 : Le Renard : Le dernier mot (Das letze Worth at die Tote) : Jutta Klasen
- 1981 : Tod eines Schülers (série TV) : Inge Reitz
- 1983 : Les tilleuls de Lautenbach de Bernard Saint-Jacques : Babette
- 1983 : Ich heirate eine Familie (série TV, sept épisodes) : Martina Hambach
- 1983 : Le Renard : L'amour a son prix (Liebe hat ihren Preis) : Doris Kühn
- 1983 : Tatort : Peggy hat Angst : Natascha Berg
- 1984 : Billet doux de Michel Berny (mini-série TV) : Jennifer
- 1984 : Un cas pour deux : Risques et périls (Auf eigene Gefahr) : Antje Otten
- 1986 : Liebling Kreuzberg (série TV) : Karola Kurz
- 1986 : Le Tiroir secret de Danièle Thompson (mini-série TV, six épisodes)
- 1986 : Le Renard : Chambre 49 (Der Mord auf Zimmer 49) : Verena
- 1987 : Derrick : L’homme de Rome (Nur Ärger mit dem Mann aus Rom) : Dora
- 1987 : Tatort : Eine Million Maüse : Nicole
- 1988 : Pan Tau - Der Film de Jindrich Polak : Hanna
- 1988 : Derrick : Double enquête (Auf Motivsuche) : Arlene Kessler
- 1988 : Derrick : Aventure au Pirée (Das Piräus-Abenteuer) : Hanna Reimers
- 1991 : Derrick : Passage dangereux (Gefährlicher Weg durch die Nacht) : Isabel Lenz
- 1994 : Desideria et le prince rebelle de Lamberto Bava et Andrea Piazzesi (téléfilm) : la reine
- 1996 : Un cas pour deux : Coups tordus (Miese Tricks)
- 1998 : Tatort : Rosen für Nadja : Bea Tale